# Gimnàstic de Tarragone
Maillots
Actualités
Le Club Gimnàstic de Tarragona, populairement nommé « Nàstic », est un club de football situé à Tarragone en Catalogne. Le club évolue actuellement en Primera Federación (D3).

## Historique
| \| Tarragone \| Emplacement de Tarragone, en Espagne. |
| Tarragone                                             |

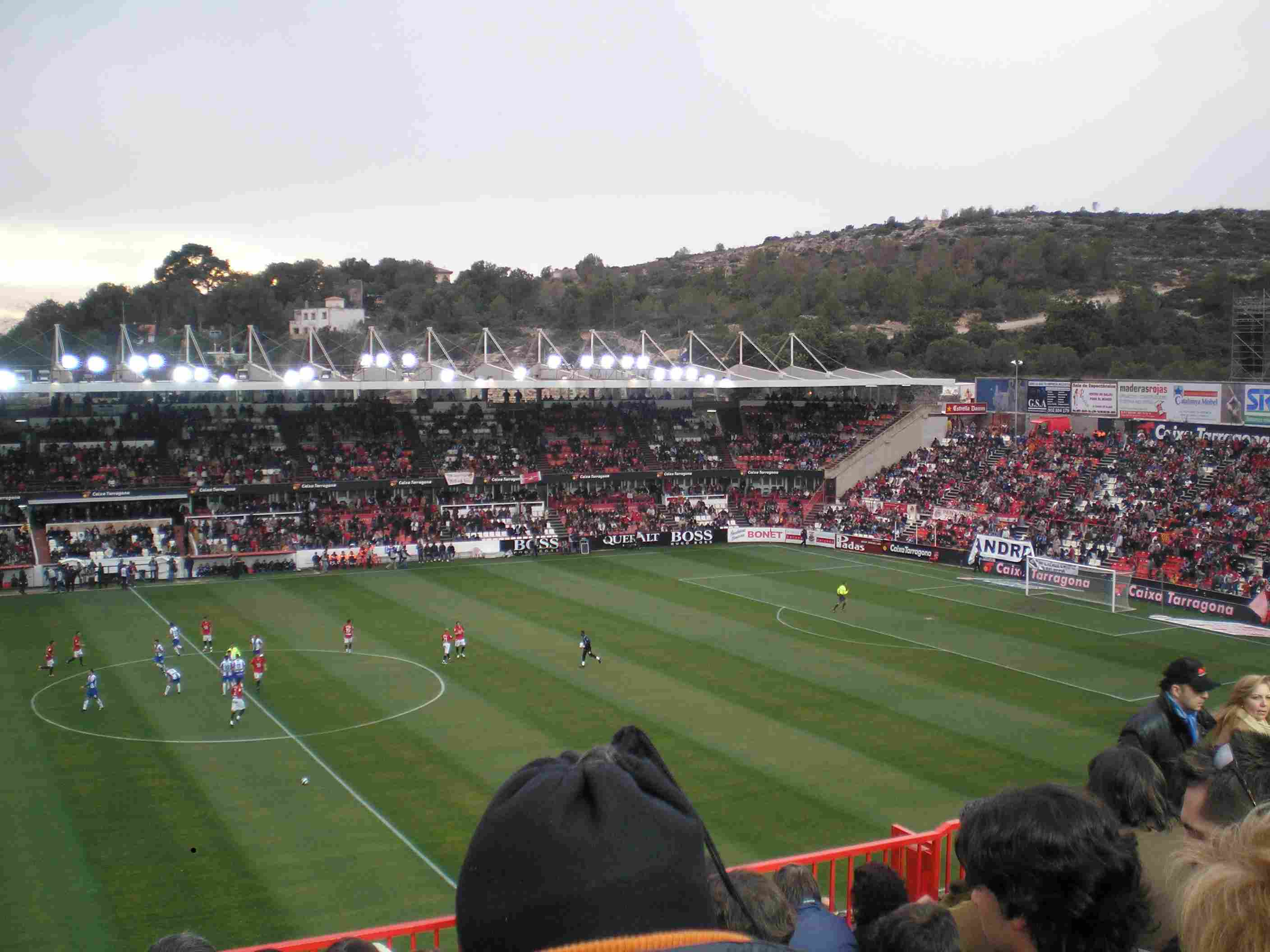
Image du stade Nou Estadi de Tarragona

Le Nàstic est fondé le 1er mars 1886 pour la pratique de la gymnastique à Tarragone et jusqu'en 1913, il n'y a pas de section de football[réf. nécessaire], qui est créée à la suite de l'absorption du Club Olímpic, autre club de la ville. En 1922, est inauguré le Camp de l'avinguda Catalunya (Stade de l'avenue Catalogne), puis le Nou Estadi (Nouveau Stade) le 2 février 1972.
En 2006, le club reçoit la Creu de Sant Jordi, distinction décernée par la Generalitat de Catalogne.
Le club évolue pendant 4 saisons en première division : de 1947 à 1950, puis lors de la saison 2006-2007. L'équipe obtient son meilleur classement en première division lors de la saison 1947-1948, où celle-ci se classe 7e du championnat, avec un total de 10 victoires, 4 matchs nuls et 12 défaites.
Le club évolue également pendant 22 saisons en deuxième division : de 1945 à 1947, de 1950 à 1953, de 1972 à 1976, lors des saisons 1979-1980 puis 2001-2002, de 2004 à 2006, de 2007 à 2012, et de 2015 à 2019.

## Logos de l'histoire du club

Ancien logo
Logo actuel

## Personnalités du club

### Anciens joueurs
- Joan Babot
- Xisco Campos
- Rubén Castro
- Mariano Martín
- Jordi Alba
- Sergi Roberto
- Albano Bizzarri
- Achille Emana